# Fernando Illezca
Fernando Andres Illezca Barria, född 3 september 1982 i Coyhaique i Chile, är en svensk regissör och filmare.

## Biografi
Fernando Illezcas föräldrar flydde från diktaturen i Chile och han kom till Sverige och Sollentuna i slutet på 1980-talet.
Illezca är känd för sitt arbete inom både dokumentärfilm och fiktion. Han har en bakgrund inom medieproduktion och har studerat vid Mediaskolan, Institutet för högre TV-utbildning, Högskolan Dalarna, Stockholms dramatiska högskola och Stockholms universitet. Han är även en av grundarna av produktionsbolaget Ferhango Film & Arts AB.
Illezca har regisserat och producerat kortfilmer, dokumentärer, reklamfilmer och musikvideor, med teman som samhällsproblem, sociala frågor och personliga berättelser. Han har även gjort dokumentärer för Sveriges Television och TV-program för unga på Utbildningsradion.
Illezca fick 2008 Sollentuna kommuns kulturstipendium och 2019 Stockholms stads kulturstipendium för sitt bidrag till filmkonsten. Illezca har även mottagit flera arbetsstipendier för sitt arbete inom film, 2023 av Kreativa Fonden i Botkyrka och  2024 av Konstnärsnämnden som stöd till hans fortsatta arbete som filmregissör.

## Produktioner
Illezca regisserade dokumentärfilmen Sagan om Atletico Husby (2013) tillsammans med Tobias Olofsson. Filmen följer fotbollslaget Atletico Husby och tre av dess spelare under lagets sista säsong. Laget, bestående av en grupp vänner som vuxit upp tillsammans på Husbys lokala fotbollsplan "Trean", hade endast förlorat en match på tre år och kallades "förortens stolthet". När de precis nått division 5 drabbas de av en tragedi: lagets bästa spelare, "Romario" Ahmed Ibrahim Ali, blir knivhuggen till döds på E4:an. Filmen skildrar hur denna händelse påverkar laget både på och utanför fotbollsplanen, och belyser teman som vänskap, framtidstro, hopplöshet och våld.
Illezca har regisserat kortfilmen Låtsas som att det regnar / Turning a Blind Eye (2024), som hade premiär den 13 oktober 2024. Filmen handlar om Aida, vars värld vänds upp och ner när hennes bror Omar försvinner på sin 16-årsdag. Sökandet efter honom utmanar Aidas verklighetsuppfattning och tvingar henne att konfrontera obehagliga sanningar under ytan.
Illezca har även gjort reklamfilmer. En produktion som väckte starka reaktioner var en reklamfilm för fackförbundet SEKO och 6F med titeln "Vilket samhälle vill du ha?". Filmen innehöll en scen där personer kunde uppfattas som medarbetare hos Kronofogden, vilket ledde till att myndigheten reagerade. Kronofogden uttryckte bekymmer över att filmen kunde förstärka negativa stereotyper om deras verksamhet. Som svar på detta beklagade 6F att filmen kunde uppfattas som en svartmålning av Kronofogden och betonade att syftet var att belysa samhällsproblem kopplade till en otrygg arbetsmarknad.
Illezca har även skrivit och regisserat videokonstverket Nationell Kris (2019) , som behandlar skjutningar som unga i Sverige har fallit offer för. Konstfilmen är en uppmaning till politiker att se skjutningarna i landets förorter som ett nationellt problem och inte bara som ett förortsproblem. Verket kombinerar poesi, musikvideo och videokonst för att ifrågasätta dagens Sverige och den exkludering som skapas av rasism och brist på representation. Nationell Kris har visats bland annat i SVT PSL, på Botkyrka konsthall och på The Museum of Contemporary Art London/ MOCA London som en del av deras "Focus" utställning